# 한상혁 (성우)
한상혁(1946년 4월 4일 ~ )은 대한민국의 성우로, 1965년 연극배우로 처음 시작했다가, 1970년 문화방송 성우극회 공채 4기로 입사했다. 

## 여담
1977년 영화 《저 높은 곳을 향하여》의 단역(허계원 집사 역)을 통해 영화배우로 데뷔했다.

## 출연 작품

### 애니메이션
- 개구쟁이 태즈 (MBC)
- 고슴도치 소닉 (SBS) - 로보트닉
- 금발의 제니 (MBC)
- 날아라 번개호 (SBS)
- 늑대기사 실반 (SBS)
- 드래곤볼Z (투니버스) - 콜드
- 루팡 3세 (MBC) - 백작
- 마법기사 레이어스 (SBS) - 세레스
- 마법사 토토 (MBC)
- 마법소녀 리나 (SBS) - 마룡왕 가브
  - 마법소녀 리나 TRY (SBS) - 마룡왕 가브
- 마이티 마우스 (MBC)
- 명탐정 코난 (투니버스) - 박종태
- 몬스터 (투니버스) - 가게 주인
- 사무라이 참프루 (투니버스) - 바람개비 장수
- 셰익스피어 명작만화 - 윌리엄 텔의 모험 (SBS) - 게슬러
- 슈퍼맨 (SBS)
- 신비한 바다의 나디아 (MBC) - 기관장
- 신비한 모험의 나라 (MBC) - 경비대장
- 올림포스 가디언 (SBS) - 크로노스
- 우주의 기사 테카맨 (SBS) - 오메가
- 울트라맨 (MBC)
- 윈드리아의 영웅 (MBC)
- 전설의 용사 다간 (SBS)
- 출동! 러쉬맨 (MBC) - 쿼드
- 타이의 대모험 (SBS) - 벨
- 파워 퍼프 걸 (SBS) - 모조조조
- 헬로 카봇 쌈바 (SBS) - 핫

### 극장용 애니메이션
- 장독대 (MBC)
- 명탐정 코난 극장판 13기 - 박종태 관리관
- 원피스 스탬피드 - 불릿

### 영화
- 에이스 벤츄라 2 (SBS) - 퀸(밥 컨튼)
- 폴리스 아카데미 (MBC)
- 12 몽키즈 (SBS)
- 4차원의 포로 (SBS) - 파멜라(루이스 라덤/데브라 트로이어)
- 겨울 전쟁 (MBC)
- 고공 침투 (SBS)
- 고스트 독 (SBS) - 조니(빈스 비브리토)
- 고스트 앤 다크니스 (MBC)
- 공군대전략 (MBC)
- 굿바이 뉴욕 굿모닝 내 사랑 (SBS) - 베리(조쉬 모스텔)
- 네이비 실 (MBC)
- 다이얼 M을 돌려라 (MBC)
- 다저스 몽키 (MBC) - 드레이크(로버트 마안다)
- 다크 시티 (MBC) - 핸드 (리처드 오브라이언)
- 대부 (SBS) - 맥클루스키 경감 (스테링 하이든)
- 도망자 (MBC)
- 돌아온 링고 (MBC) - 보안관(안토니오 카사스)
- 라이징 선 (MBC)
- 러시아워(SBS) - 로스(마크 롤스톤)
- 로보캅 3 (MBC)
- 리틀 뱀파이어 (SBS)
- 마우스 헌트 (MBC) - 팔코(모리 체이킨)
- 미스틱 피자 (SBS)
- 마이 걸 (MBC)
- 미시시피 버닝 (MBC)
- 브래스드 오프 (SBS)
- 브룩 쉴즈의 사하라 (MBC)
- 빠삐용 (MBC)
- 사라의 미로여행 (SBS)
- 사선에서 (MBC) - 해리 (프레드 돌턴 톰슨)
- 세렌디피티 (SBS) - 미뇽(사이먼 주트라스) / 골프장 직원(찰스 A. 가르가노) / 백화점 손님(스티븐 브루스)
- 세인트 (SBS) - 트레티악 (라드 세르베드지야)
- 셧 업 (SBS) - 보겔 (장피에르 말로)
- 수호전지 영웅본색 (SBS) - 반란군 지도자(혜천사)
- 소비버 탈출 (SBS)
- 속 48시간 (SBS)
- 아이큐 (MBC) - 루이스(찰스 더닝)
- 애널라이즈 디스 (SBS) - 프리모 (채즈 팰민테리)
- 어싸인먼트 (MBC)
- 언터처블 (MBC) - 마피아(비토 디암브로시오)
- 에어 아메리카 (SBS)
- 은밀한 유혹 (MBC)
- 이연걸의 황비홍 (SBS)
- 인터폴 특명 (SBS) - 라울 (앤서니 프리디혼)
- 장 폴 벨몽도의 밤의 추적자 (SBS)
- 저지 드레드 (SBS) - 리코 (아맨드 아상테)
- 죽기 아니면 까무러치기 (SBS) - 서장 (배리 코빈)
- 적벽대전 (MBC) - 장비 (장진성)
- 쥬라기 공원 2: 잃어버린 세계 (SBS) - 롤런드 (피트 포스슬웨이트)
- 지 아이 제인 (MBC)
- 천녀유혼 3 (MBC)
- 칼리토 (MBC)
- 캐리비안의 해적: 블랙 펄의 저주 (MBC) - 핀델(리 애런버그)
  - 캐리비안의 해적: 망자의 함 (MBC) - 핀델(리 애런버그)
- 커럽터 (SBS) - 리 (릭 영)
- 코브라 (MBC) - 나이트 슬래셔(브라이언 톰슨)
- 콘 에어 (SBS) - 멀로이(콜름 미니)
- 퀘스트 (MBC)
- 크로우 (SBS)
- 크루얼 죠스 (MBC) - 루이스 (조지 반스 주니어)
- 파고 (MBC)
- 패신저 57 (MBC)
- 퍼펙트 스톰 (SBS) - 샌드 (밥 건턴)
- 프레데터 (SBS) - 블레인 (제시 벤투라)
- 형사 니코 (SBS)
- 황비홍 6 (MBC)
- 히틀러의 부활 (MBC)
- D - 13 (MBC)

### 외화
- (메가레인저 - 이클립터 칠협오의 (SBS) - 도선)
- 형사 Q (MBC) - 샘

## 드라마
- 전원일기 (MBC) - 각종 단역(전직 경기도 연천 군남면 타지 농지조합장 배역, 이복길(김지영 분)이 일하는 사진관 사업체의 제6대 대표 관장 배역 등)
- 왕조의 세월 (KBS1) - 고희경 역
- 제3공화국 (MBC) - 육군 논산 제2훈련소장 박병권 육군 중장 역
- 제4공화국 (MBC) - 각종 단역(정인숙 큰오빠 정종진, 육군 제20사단장 거쳐 육군 보안사령관 지낸 예비역 육군 대장 박준병 전직 무소속 국회의원, 대통령 비서실 공보수석 비서관 지낸 예비역 공군 대위 출신 소설문학가 서기원 전직 한국방송공사 사장 등을 배역)
- 왕의 여자 (SBS) - 조헌 역
- 해신 (KBS) - 당나라에게 대항한 평로지청왕국 고구려 유민 출신 제나라 황제(이사도) 역
- 이산 (MBC) - 윤창윤 역

## 내레이션
- KBS 아침뉴스타임 (KBS) - 특정 요일 주간 내레이션 담당

## 비디오 게임
- 삼국지 천명 2 - 좌자 역으로 목소리 배역

## 같이 보기
- 문화방송 성우극회